# Güirila

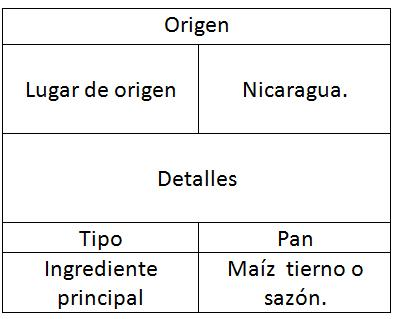
Tabla característica de la güirila.

La güirila es un alimento hecho a base de maíz nuevo sin nixtamalizar. Tiene forma circular algo amorfa y aplanada, y es de características similar a la tortilla común de maíz, con un sabor dulcete y aroma apetitoso. Por antonomasia la güirila se acompaña con un pedazo de queso o cuajada y con crema ácida o dulce; esta es una muestra como la gastronomía europea se mestizó con la meso americana y por ende, puede considerársela como un platillo típico de origen nicaragüense.

## Historia
Realmente no se deduce en forma precisa quién o quiénes la inventaron, es posible que la güirila tenga su origen en la antigua y extinta república de Hispania, hoy la América Central; en el perímetro de Nicaragua y Honduras, incluso en los territorios mayas. 
Su origen posiblemente data de las culturas meso americanas o de la América precolombina, dado que su nombre presenta similitudes con el nombre de su análoga, la tortilla, en los vocablos maya (waaj) y el zapoteco (gueta). La güirila como cualquier otra exposición culinaria de Nicaragua, también se ha difundido en los países de la región centro americana, esto debido en gran manera a migraciones nicaragüenses.
Una de las posibles teorías es que durante la esclavitud de los hombres en manos de españoles; los acopios de granos básicos, en su esencia maíz, se agotaban antes de la temporada de cosecha del año, situación que llevó a las mujeres a recolectar el maíz de las milpas prematuramente para hacer tortillas, no habiendo alcanzado la maduración y secado del maíz, en efecto tal decisión originó un alimento con propiedades organolépticas exquisitas, que gustó y encantó tanto a los indígenas y europeos de aquel tiempo. Otra teoría sugeriría que la güirila apareció por espontaneidad y error, inclusive por investigación de algún sabio de alguna tribu u horda en aquellos tiempos, esto da lugar debido a que hay evidencias que la tortilla se remonta entre los años 1500 a 500 a. C. hechas en planchas de barro, es una brecha muy extensa hasta la actualidad, lo suficiente para que se ensayaran nuevas tendencias para preparar el maíz.

## Elaboración
Para concebir una güirila se necesita maíz no muy tierno, blanco o amarillo, este maíz debe ser lo más fresco posible o recién extraído de la milpa, esto asegura un buen sabor. Se pelan las mazorcas, se rallan con un cuchillo, luego el maíz rallado se tritura en tamaños de partículas no muy finos ni muy gruesos, o sea algo payan, a continuación se elabora la torta sobre hojas de musáceas, preferiblemente de guineo de rosa, plátano, banano o de alguno similar, esta hoja evita que se charrasque o se pegue en el comal durante la cocción, así mismo la hoja juega un papel importantísimo en el sabor. Desde tiempos vetustos se cocina en comales. Es necesario voltear la güirila en el comal para homogeneizar su cocción.

## Presentación
|                                                                          |
| Rallando los granos de maíz (extracción del grano de maíz de la mazorca) |

|                                            |
| Trituracion del maíz en un molino de mano. |

|                                           |
| Recortando las hojas para la elaboración. |

|               |
| Preparándola. |

|                        |
| Ajustándola a la hoja. |

|                         |
| Poniéndola en el comal. |

|          |
| Cocción. |

|                       |
| Volteado de la misma. |

|                     |
| Acabada de cocinar. |

|               |
| Ya preparada. |